# 特鲁瓦东河
特鲁瓦东河（法語：Trois Doms，法語發音：[tʁwa dɔ̃]）是法国上法蘭西大區索姆省与瓦兹省的河流，是阿夫爾河的左支流，长17千米，发源自栋皮埃尔，于三河镇流入阿夫爾河。